# Palaghiaccio Caldaro
Lo stadio del ghiaccio di Caldaro sulla Strada del Vino, denominato Raiffeisen Arena per motivi di sponsorizzazione, è il palazzetto nel quale si disputano gli incontri casalinghi della locale compagine di hockey su ghiaccio, l'SV Caldaro. Il palaghiaccio è stato inaugurato nel 1994 e può ospitare sino a 1500 spettatori.

## Storia
Lo stadio, ubicato in zona St. Anton, venne aperto il 10 ottobre 1994 dopo 5 anni di lavori.